# Silnik przeciwobrotowy
Silnik przeciwobrotowy (ang. transverse engine) zwany również silnikiem east-west engine – silnik, którego zasadniczą cechą odróżniającą go od zwykłych silników rzędowych i widlastych jest fakt, że posiada on dwa oddzielnie wały, z reguły posiadające dwa wykorbienia. Owe dwa wały korbowe są z reguły osadzone w jednym bloku i obracają się w przeciwnych kierunkach stąd nazwa east-west. Rozwiązanie używane od 1931 przez firmę DKW. W latach powojennych ten typ silnika używany był przez takich producentów jak Volvo, Saab czy też Renault. Silnik tego typu stosowany był w samochodach firmy Lamborghini w modelu Miura produkowanym w 1965. Silnik w jaki wyposażony był ów samochód, to 4 litrowy dwunastocylindrowy silnik widlasty o przeciwobrotowym działaniu. Obecnie tego typu silniki stosowane są głównie w motocyklach wyczynowych klasy GP; przykładem może być motocykl Motoczysz C1 990 07.
Skrzynia biegów w tym motocyklu znajduje się poniżej układu korbowego i jest połączona z silnikiem poprzez skomplikowany system przekładni złożonych z kół zębatych.
Plusami tego rozwiązania są zmniejszone drgania i siły działające na układ korbowy. Inną zaletą jest fakt, iż skrzynie biegów można montować praktycznie w misce olejowej jak to ma miejsce w motocyklu Motoczysz. Wady tego rozwiązania to problemy z sekwencjami wtrysku paliwa oraz problemy z zapłonem.